# 시그리트 카흐
시그리트 아흐네스 마리아 카흐(네덜란드어: Sigrid Agnes Maria Kaag, 1961년 11월 2일~)는 네덜란드의 정치인, 인도주의자이자 외교관이다.  그녀는 민주66의 당수이자 해외무역·개발협력 장관, 외무장관과 재무장관을 지냈다.
특별한 경우에 의한 외교관인 카흐는 1994년 유엔을 위하여 일하기 시작했다.  그녀는 2007년부터 2010년 5월 자신이 뉴욕에서 사무차장보이자 유엔 개발 계획의 대외 관계 국장으로 임명되었을 때까지 암만에서 유니세프를 위하여 중동과 북아프리카를 위한 지역 관리자였다.  2013년 10월부터 2014년 9월까지 그녀는 사무부총장이자 시리아의 화학 무기 프로그램의 제거를 감독하는 데 시리아에서 화학 무기 금지 기구-유엔 공동 임무의 특별 협력인을 지냈다.  2015년 1월부터 2017년 10월까지 카흐는 레바논을 위한 유엔 특별 협력인이었다.
카흐는 민주66을 대표하여 제 3차 뤼터 내각에서 해외무역·개발협력 장관으로서 2017년 네덜란드 정계에 입문하였다.  그녀는 2021년 총선을 앞서 당수로 승천하였고 또한 몇 달 간 외무장관을 지내기도 했다.  2022년 1월 제 4차 뤼터 내각이 형성되었을 때 카흐는 부총리 겸 재무장관이 되었다.  그녀는 2023년 재선을 위하여 나가지 않기로 결정하고 당수로서 롭 예턴에 의하여 승계되었다.  카흐는 가자를 위하여 연장자 인도주의와 재건 공동 협력자로서 유엔으로 복귀하는 데 2024년 1월 장관으로서 사임하였다.

## 어린 시절과 교육
레이스베이크에서 프란스 카흐와 아흐네스 카흐-로번의 둘째 딸로 태어났다.  초등학교 교사인 모친이 아른험에서 왔던 동안 클래식 피아니스트이자 음악 교사였던 부친은 원래 베버르스호프 출신이었다.  가족은 제이스트에 정착하여 시그리트는 거기서 자랐다.  그녀가 6세 때 남동생들 중 한 명이 사망하였다.
자신의 중등교육을 완료한 후, 그녀는 시초적으로 위트레흐트 대학교에서 아랍어를 전공했으나 이후에 카이로 아메리칸 대학교로 옮겨 1985년 중동학에서 학사를 취득하였다.  그 후에 그녀는 옥스퍼드 대학교 세인트앤터니스 칼리지에서 국제 관계에서 철학 박사 (1988년)과 엑시터 대학교에서 중동학에서 문학 석사를 취득하였다.  그녀는 또한 헤이그에 있는 클링언다엘 전문 학교에서 외교 관계 훈련을 받기도 했으며 프랑스의 국립행정학교에서 수학 하였다.

## 경력

### 초기 경력
1988년 카흐는 영국 런던에서 로열 더치 쉘을 위하여 분석가로서 자신의 전문 경력을 시작하였다.  1990년 그녀는 자신이 유엔 정치국의 부국장이었던 네덜란드 외무부를 위하여 일하기 시작하였다.

### 1994년 - 2017년:유엔에서 경력
1994년 카흐는 유엔을 위하여 일하기 시작하고 처음에 수단 하르툼에서 사무총장의 특별부대표부에서 수석 유엔 고문을 지냈다.  1998년부터 2004년까지 국제이주기구를 위하여 기부자 관계 부장이자 예루살렘에서 유엔 팔레스타인 난민 구호 사업 기구의 대외 관계국과 함께 수석 프로그램 관리자였다.  중동에서 일을 한 그녀는 팔레스타인 영토, 레바논, 요르단과 시리아 같은 지역들을 위하여 책임이 있었다.
2007년부터 2010년 5월까지 카흐는 암만에서 유니세프를 위하여 중동과 북아프리카를 위하여 지역 관리자였다.  2010년 5월 그녀는 뉴욕에서 사무차장보이자 유엔 개발 계획의 대외 관계 국장으로 임명되었다.  이 자격으로 그녀는 헬렌 클라크에게 대리인이었고 자원 동원은 물론 유엔 개발 계획의 전략 대외 교전, 조직 전반의 연락과 주창을 감독하였다.

#### 시리아에서 화학 무기 금지 기구-유엔 공동 임무를 맡으며
2013년 10월 13일 반기문 유엔 사무총장은 시리아의 화학 무기 파괴를 위하여 화학 무기 금지 기구-유엔 공동 임무를 지도하는 데 카흐를 후보로 지명하였다.  3일 후 유엔 안전 보장 이사회는 그녀의 후보 지명에 투표하는 데 세워졌다.  그러고나서 그녀는 공식적으로 그 직위에 확정되었다.  카흐는 2014년 6월 30일 전에 시리아의 화학 무기의 제거를 보장하는 것에 책임이 있던 100명의 전문가들의 팀을 지도하였다.

#### 레바논을 위한 유엔 특별 협력인
2014년 9월 그녀의 기간 말기에 뉴스 대중매체는 시리아로 카흐가 유엔 특별 교섭인으로서 라흐다르 브라히미를 계승할 것이라는 소문이 돌았다는 것을 보고하였다.  그해 12월 1일 반기문 사무총장은 카흐가 레바논을 위한 유엔 특별 협력인이 되어 데릭 플럼비 경을 승계할 것을 공고하였다.
2017년 초순에 카흐는 유엔 개발 계획의 행정관과 아힘 슈타이너에게 간 유엔 개발 그룹의 우두머리로서 헬렌 클라크를 계승하는 데 후보들 중의 하나가 되는 데 국제 대중 매체에 의하여 숙고 되었다.

### 2017년 - 2024년:장관과 민주66의 당수

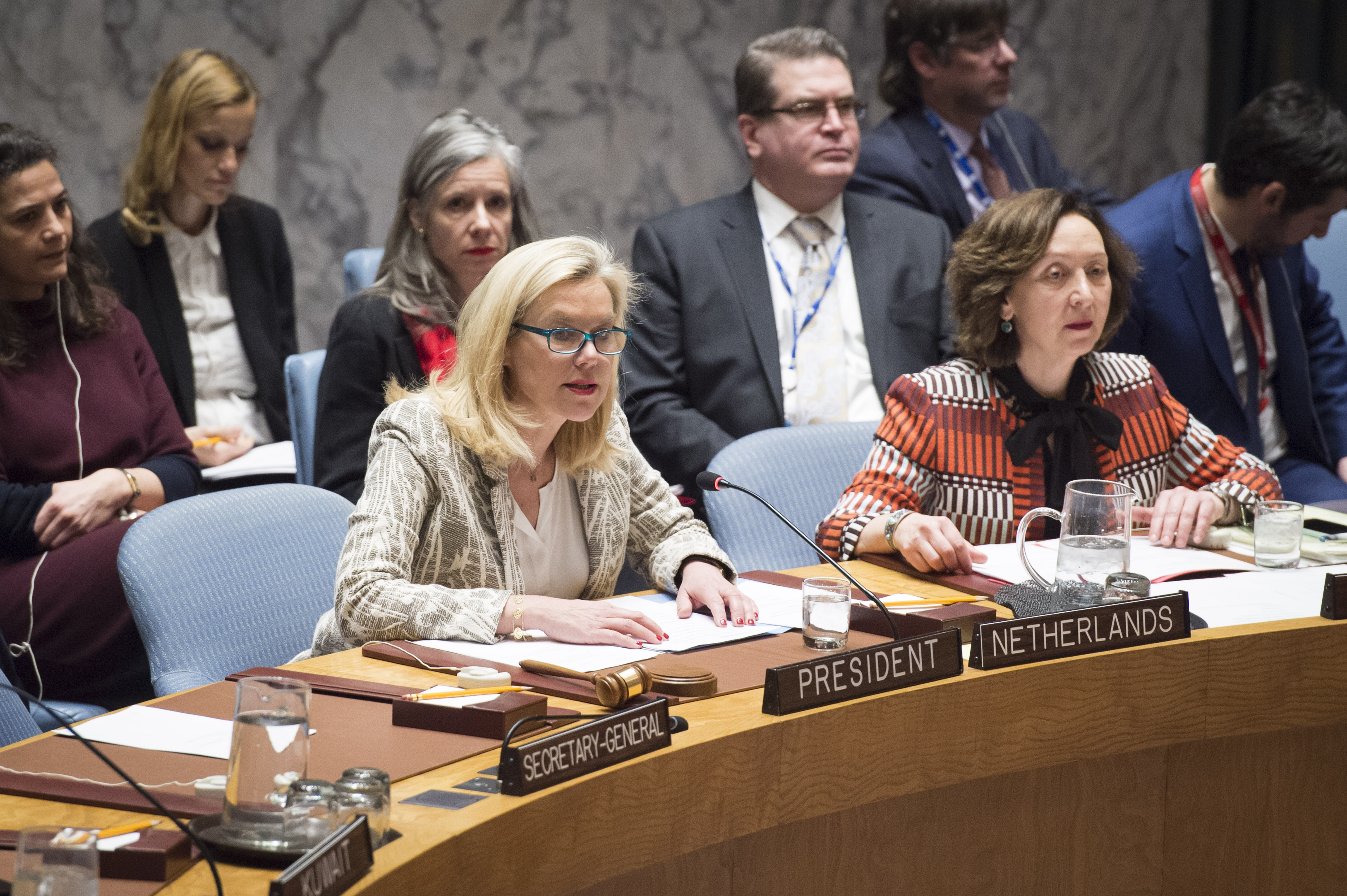
유엔 안보리에서 연설하는 카흐 (2018년)

2017년 네덜란드의 정부 형성에 이어 카흐는 민주66의 당수 알렉산더르 페흐톨트에 의하여 장관직을 위하여 의문 되었다.  그녀는 10월 26일 해외무역·개발협력 장관으로 취임하였다.  2018년 2월 13일 외무장관 할버 제일스트라의 사임 후, 그녀는 자신이 다른 각료직를 보존한 동안 그를 승계하는 데 권한 대행으로 임명되었다.  따라서 카흐는 네덜란드의 첫 여성 외무장관이었다.  그녀는 3월 7일 스테프 블록에 의하여 대체되었다.
2018년부터 2022년까지 카흐는 엘하지 아스 시와 그로 할렘 브룬틀란가 공동 의장을 맡은 세계은행-세계보건기구 공동 지구촌 준비 감시국에 지냈다.  2019년 그녀는 뵈르게 브렌데, 크리스탈리나 게오르기에바와 페터 마우어가 공동 의장을 맡은 세계 경제 포럼의 인도주의적 투자에 고위급 그룹에 가입하였다.

#### 2021년 네덜란드 총선
내각에 가입한 지 곧 후에 알렉산더르 페흐톨트의 사임 후 발생한 민주66 당수를 위하여 카흐의 출마에 관한 추측이 있었다.  이 시기 동안 그녀는 또한 종종 자신의 서류 외부에서 장관으로서 연설을 하면서 자신의 프로필을 작성하였다.
2020년 6월 21일 카흐는 네덜란드의 첫 여성 총리가 되는 야망과 함께 2021년 총선을 위하여 민주66의 레이스트레커르를 위하여 자신의 후보직을 공고하였다.  카이사 올롱그렌과 롭 예턴도 또한 후보들로 출마할 것으로 추측되었으나 둘 다 그렇게 하는 것으로부터 삼가하였다.  단 하나의 상대 후보는 카흐가 투표의 95.7 퍼센트와 함께 카흐가 이긴 결과를 가져온 알려지지 않은 일원 톤 비서르였다.  9월 4일 그녀는 당수로 선출되어 1998년 엘스 보르스트 이후 민주66의 두 번째 여성 당수로 만들었다.  이 자격으로 그녀는 당을 2021년 네덜란드 총선으로 들어가 지도하였다.
선거를 앞두고 VPRO 도큐멘터리 〈Sigrid Kaag:Van Beiroet tot Binnenhof〉가 2021년 1월 3일에 방송되었다.  이 전에 카흐는 몇 년 간 도큐멘터리 제작자들에 의하여 뒤따라졌다.  선거 후, 헨스테일은 자신들이 정부 정보로 접근을 요청을 통하여 획득한 도큐멘터리에 관하여 방송 회사와 민주66 사이의 소통에 관하여 발간하였다.  이 일은 사전에 거부 당했어도 어떤 것들이 승인된 많은 실질적인 요청들을 민주66이 가졌다는 것을 보여줬다.  도큐멘터리의 방송 날짜를 포함하여 외무부도 또한 방해하였다.  시초적으로 카흐는 이것이 그녀의 요청에 있지 않았다는 것을 지시하였으나 곧 그녀가 그것에 책임을 가졌다는 것을 인정하였다.  이 보고에 이어 네덜란드 언론 기관은 편집의 독립성이 위반한 것 같지 않으면서 더욱 나가서 조사를 위하여 아무 이유가 없었다는 것을 진술하였다.
2021년 총선을 위한 민주66의 캠페인은 성공적이었다.  카흐의 리더십 아래 민주66는 하원에서 24개의 의석을 얻어 자유민주인민당 이후에 두 번째로 가장 큰 정당이 되었다.  카흐는 3월 31일 당의 국회의장으로서 하원에 가입하였다.
동년 9월 로더 후트 토론 센터에서 강의 중에 그녀는 마르크 뤼터의 리더십 아래 부분적으로 생겨난 정치적 문화에 관한 맹렬한 비난을 쏟아냈다.  짧은 후, 그해
4월 그녀는 자유민주인민당의 당수 뤼터의 반대하는 목소리를 내는 데 비난의 동의를 제출하면서 기독교민주당 아펠의 당수 봅커 훅스트라와 함께 힘을 합쳤다.

#### 외무장관

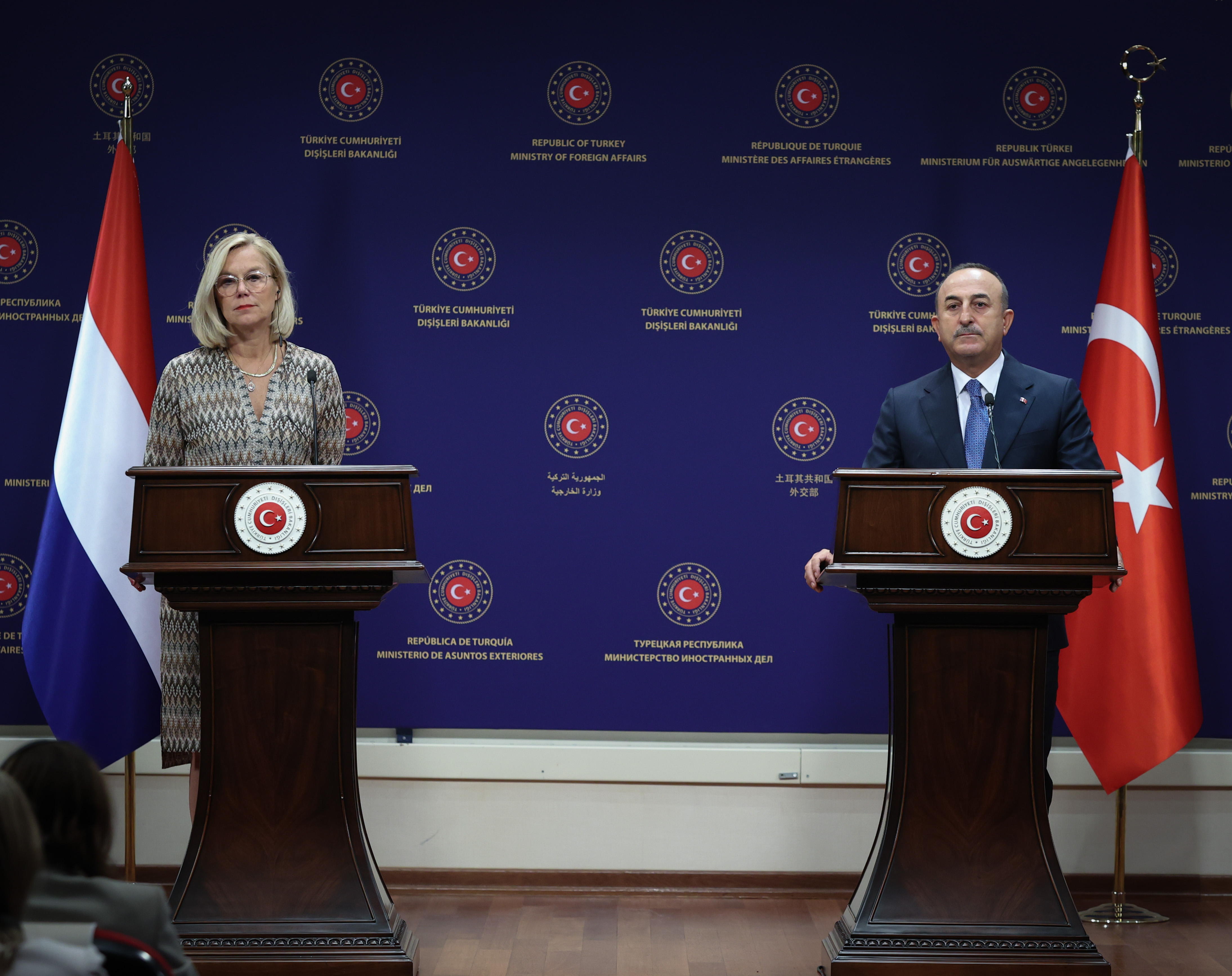
튀르키예의 메블뤼트 차우쇼을루 외무장관과 함께 (2021년)

나가는 내각 안에서 변화들로 인하여 2021년 5월 25일 카흐는 외무장관으로 임명되었다.  그녀는 8월 10일까지 이 직위를 해외무역·개발협력 장관으로서 자신의 직위를 합쳤다.  그 후에 그녀는 또 다른 전직 외교관 톰 더 브라윈에 의하여 해외무역·개발협력 장관으로서 계승되었다.
그해 9월 16일 하원은 그녀를 비난하는 법안을 통과시켰다.  다수는 2021년 탈레반 공세와 카불 함락 중에 아프가니스탄으로부터 네덜란드 시민들과 지방 민간인들의 늦은 대피로 그녀를 비난하였다.  비난하는 법안을 통과하는 응답에 카흐는 장관으로서 사임하는 데 자신의 의사를 공고하였다.  9월 17일 국왕 빌럼알렉산더르는 그녀의 사임을 승인하였고 카흐는 벤 크나펀에 의하여 승계되었다.

#### 재무장관
2021년-2022년 네덜란드 정부 형성에서 자신이 협상한 후, 카흐는 재무장관 겸 부총리로서 제 4차 뤼터 내각으로 돌아왔다.  그저께 예쥐스 레프트 당의 후보가 불타는 횃불과 함께 카흐의 저택 외부에 섰고 이후에 보안 조치가 제기되었다.  트로우브는 카흐를 코로나19 범유행이 있던 동안 경제 자극 프로그램들의 이어진 세월에 지출 삭감을 강요한 전형적인 검소한 네덜란드의 재무장관으로서 프로필을 작성하였다.  그녀는 2021년-2023년 세계 에너지 위기에서 지속적인 보상이 불가능하다고 말해 시민들이 집단적으로 덜 부유해질 것이라는 점을 인정하였다.  부총리로서 자신의 역할에 카흐는 뤼터 총리에 의한 잦은 해외 여행의 결과로서 연정 안에서 여유가 더 생겼다.
제 4차 뤼터 내각의 붕괴 5일 후인 2023년 7월 12일 카흐는 트로우브에 인터뷰에서 자신의 가족이 받고 있었던 "증오, 협박과 위협"의 영향의 충격으로 인해 2023년 총선에서 민주66을 지도하지 않을 것을 공고하였다.  네더를란츠 다흐블라트에 의하면 이것들은 그녀가 민주66의 당수가 되었을 때 높은 절정에 도달했다고 한다.  그 기사는 2021년 그녀에게 "마녀"로 부른 자유당 당수 헤르트 빌더르스는 물론 카흐의 인식을 입대 정치인으로서 언급하였다.  그녀는 칼리지 투어 인터뷰가 있던 동안 자신의 딸들 중 하나가 자신에게 그녀의 직업을 떠나는 것을 의문 하는 것으로부터 비디오 메세지에 보였을 때 눈물을 흘렸다.

### 2024년 - 현재:외교로 복귀
2023년 12월 26일 카흐는 가자를 위하여 유엔 고위 인도주의자이자 재건 협력인으로서 공고 되었다.  이 일은 2023년 하마스의 이스라엘 공격 이래 진행 중이자 자원의 부족은 물론 상당한 민간인 사상자와 파괴와 함께 이스라엘의 가자 포위 공격에 결과를 가져온 이스라엘-하마스 전쟁으로 응답에 인도주의를 자랑하는 데 유엔 안전 보장 이사회의 결의의 채택의 결과였다.  카흐의 임명은 2024년 1월 8일 발효될 것이었다.  유엔은 카흐에게 "가자로 인도주의적 구호를 가능하게 하고, 조정하고, 감시하고 실증"하며 "충돌로 정당이 아닌 국가들을 통하여" 가속화와 전달을 위한 유엔의 기전을 설립하도록 임무를 맡겼다.

## 다른 활동들

### 유럽 연합 기구들
- 유럽 투자은행 총재 보드의 당연직위원 (2022년 이래)
- 유로 안정화 기구 총재 보드의 위원 (2022년 이래)

### 국제 기구들
- 아프리카 개발 은행 총재 보드의 당연직위원 (2017년 이래)
- 아시아 개발 은행 총재 보드의 당연직위원 (2017년 이래)
- 아시아 인프라 투자 은행 총재 보드의 당연직위원 (2022년 이래)
- 유럽 부흥 개발 은행 총재 보드의 당연직 대체위원 (2017년 이래)
- 미주개발은행 총재 보드의 당연직위원 (2017년 이래)
- 세계은행-국제 통화 기금 공동 위원회 대체위원
- 세계은행 그룹의 다자간 투자 보증 기구 총재 보드의 당연직 대체위원 (2017년 이래)
- 세계은행 총재 보드의 당연직 대체위원 (2017년 이래)
- 경제협력개발기구-유엔 개발 계획 국경 없는 세무조사관 총재 보드의 위원 (2017년 이래)

### 비영리 단체
- P4G - "녹색성장 및 글로벌 목표 2030을 위한 연대" 총재 보드의 위원 (2019년 이래)
- 제너레이션 언리미티드 총재 보드의 위원 (2018년 이래)
- 국제 젠더 챔피언스 위원 (2017년 이래)
- 글로벌 사이버 공간 안정 이사회 위원 (2017년)

## 개인 생활
카흐는 결혼하고 4명의 자녀를 두었다.  그녀의 남편 아니스 알카크는 1990년대에 야세르 아라파트 아래 차관보와 스위스 주재 팔레스타인 대표로 지낸 예루살렘 출신의 팔레스타인 국적의 치과의사이다.  부부는 예루살렘에서 결혼하였고 몇 번이나 유산을 겪었다.  카흐는 유명한 다국어 사용자로 6개 국어 - 네덜란드어, 영어, 프랑스어, 스페인어, 독일어와 아랍어를 한다.  그녀는 가톨릭 신자로 자라왔고 자신이 모든 의식을 따르지 않고 종교를 실천하는 것을 언급하였다.